# Гайда, Фёдор Александрович
Фёдор Александрович Гайда (род. 7 сентября 1976, Москва) — российский историк, специалист по истории России и истории церкви, исследователь русской социально-политической мысли:117-119. Доктор исторических наук (2017), доцент Московского государственного университета им М. В. Ломоносова (c 2005 года), заведующий кафедрой истории России и архивоведения Православного Свято-Тихоновского гуманитарного университета (2006—2011), ведущий научный сотрудник отдела новейшей истории Русской православной церкви ПСТГУ.

## Биография

### Ранние годы
Фёдор Александрович Гайда родился 7 сентября 1976 года в Москве. В 1998 году окончил с отличием исторический факультет МГУ, в 1998—2001 годов обучался в аспирантуре исторического факультета МГУ по кафедре истории России XIX — нач. XX в. В 2001 году под научным руководством профессора Л. Г. Захаровой защитил кандидатскую диссертацию по теме: «Вопрос о власти в постановке русской либеральной оппозиции (1914 — весна 1917 г.)», которая в виде монографии была опубликована в 2003 году и удостоена в 2005 году Макарьевской премии.

### Работа в МГУ им М. В. Ломоносова
С 2001 года по 2005 год работал старшим преподавателем и доцентом кафедры государственной политики философского факультета МГУ. С 2005 года работает доцентом кафедры истории России XIX — начала XX веков исторического факультета МГУ.
В 2007 году прошел научную стажировку в Институте восточноевропейских исследований Тюбингенского университета Федеративной республики Германия.
В 2017 году защитил докторскую диссертацию на тему «Власть и общественность в России в период кризиса Третьеиюньской системы: диалог о пути политического развития (1910—1917 гг.)».

### Работа в ПСТГУ
С 2006 года — работа в Православном Свято-Тихоновском гуманитарном университете: заведующий кафедрой истории России и архивоведения (2006—2011), ведущий научный сотрудник отдела новейшей истории Русской православной церкви ПСТГУ.

### Научная деятельность и взгляды
Автор более 200 научных и публицистических работ. Сферой интересов историка является внутренняя политика России второй половины XIX — начала XX вв, история церкви. Член редколлегии журналов «Вестник Православного Свято-Тихоновского гуманитарного университета» Серия 2: История. История Русской Православной Церкви (с 2010 года), «Historia provinciae — журнал региональной истории» (с 2019 года), «Русский сборник: исследования по истории России» (с 2020 года).
Исследования Гайды посвящены революционной эпохе в истории России. Учёный придерживается точки зрения, что либералы в России в начале XX века были не только одной из оппозиционных групп, часто не обладавшей реальным весом в государственных структурах, но и силой, претендовавшей на существенное влияние на русские умы. Гайда считает, что октябристов и кадетов, как двух основных либеральных партий России начала XX века, сближали именно взгляды на церковь, где октябристы ратовали за церковные реформы, а кадеты в массе своей были агностиками и выступали за отделение церкви от государства. При этом либералы считали служение церкви интересам государства чрезмерным и воспринимали её как одну из общественных организаций, а дело утверждения «Божьей правды» на земле, по их мнению, должно было принадлежать демократии и народу в целом. Гайда, апеллируя к опыту прошлого, в том числе, духовному кризису начала XX века, предполагает, что современной церкви необходимо соблюдать определённую дистанцию, чтобы государство не использовало её в политических целях:119.
Гайда является автором ряда трудов с исследованиями происхождения слов «Украина» и «украинцы». По наблюдению историка, понятие «украина» до XIV века практически всегда означало пограничные земли, окраины какой-либо территории, а в конце XIV—I половине XVIII века словом «Украина» стали обозначать земли Среднего Поднепровья, а после присоединения Украины к России в 1654 году в российском законодательстве фигурирует «Украйна Малороссийская», «Украйна, которая зовется Малою Россией», а «правобережье Днепра именовалось „Польской Украиной“». Вместе с этим, «Малороссия и Слободская Украйна в российском законодательстве чётко разделялись: „Малороссийских городов жители приезжают в Московское государство и Украинныя городы“». При этом, жители таких территорий, в том числе Смоленска, Любутска, Мценска, Тулы — наименовались «украиняне», «украинные слуги», «украинные люди», «украинники». К концу XVIII века все малороссийское население начинает именоваться «украинцами»:98-99.
Член редколлегии журнала «Вестник ПСТГУ. Серия II: История. История РПЦ».
.

### Общественная деятельность
Фёдор Гайда принимает активное участие в качестве приглашённого эксперта по историческим вопросам на российских федеральных каналах ТВЦ, Культура, публикуется на RT, РИА Новости, Украина.ру, порталах Православие.ру, Православие и мир, Regnum и ряде других ресурсов.
Будучи экспертом международного проекта в сфере публичной дипломатии «Точки Роста: Евразийская повестка 2030», Фёдор Гайда регулярно участвует в сессиях проекта, высказывая свои мысли о будущем. Он является одним из авторов докладов и сборников, публикующих, помимо мнений экспертов, материалы работы с молодыми участниками проекта, отражающие взгляды молодёжи на будущее Евразийского союза.

## Оценки и критика
Американский исследователь Джошуа Санборн, профессор истории и глава отделения истории Lafayette College (Истон, США), в своей статье «Либералы и бюрократы на войне», изданной в 2012 году, анализируя монографию Гайды «Либеральная оппозиция на путях к власти», писал, что Гайда воспринимает «„окружавшую действительность“ российских либералов как реальность циничного политического махинатора». «При чтении этой книги меня неоднократно поражало сходство между интерпретационной установкой Гайды и тем жанром, который американцы называют „внутри Белтвэя“ — то есть работами, посвященными клаустрофобическому миру политической элиты, живущей в столичном городе. Гайда утверждает, что практически все решения, принимавшиеся либеральными оппозиционерами, можно объяснить расчетом, основанном на политических возможностях и риске» — пишет Санборн:391-392. При этом, по его мнению, Гайда «прилагает серьёзные усилия к тому, чтобы показать разнообразие и богатство взглядов» русских либералов, «однако „последнего слова“ о русском либерализме ещё не сказано»:414.
С. С. Беляков в своей рецензии на книгу «Грани и рубежи» положительно оценивает библиографию и авторскую концепцию формирования термина «украинцы», однако раскритиковал изложение исторической эволюции понятия «украинцы» как пристрастное и одностороннее. Гайда в своей книге не смог отказаться от догматизированных представлений о единстве русского и украинского народов, которое, по мнению Белякова, было утрачено в послемонгольскую эпоху.
Б. Н. Миронов отмечает, что содержание рецензии Ф. А. Гайды на монографию М. А. Бабкина «Священство и Царство…» свидетельствует о «большой заинтересованности Ф. А. Гайды в дискредитации книги», о его предвзятости. В частности, Миронов говорит: «Если такой серьёзный и, как правило, глубокомысленный автор пишет столь объёмный отклик на непрофессиональное (как следует из рецензии) исследование, то у читателя есть все основания считать, что критикуемая монография содержит отнюдь не фантазии, а важные выводы, подкрепленные серьёзными аргументами (как это и есть на самом деле), которые чрезвычайно не нравятся критику». М. А. Бабкин, отвечая Гайде на его критику своей монографии «Духовенство Русской православной церкви и свержение монархии…», констатирует: «В целом же складывается впечатление, что Ф. А. Гайда, позволивший себе на страницах центрального академического журнала высказать о моей монографии резкие и категоричные суждения, или невнимательно читал рецензируемый труд, или же при написании отзыва руководствовался мотивами, весьма далече отстоящими от научных».

## Интервью
- Исследователь русского либерализма Фёдор Гайда: «Нужно суметь не влюбиться в тех, кого изучаешь» // Сайт Балтийского федерального университета имени Иммануила Канта, 25 марта 2019.

## Награды
- Первая Макарьевская премия в номинации «История России» (2005)[2][4].
- Премия по Программе развития МГУ (2019)

## Рецензии
- Беляков С. С. Между этнонимом и этносом. Рец.: Гайда Ф. А. Грани и рубежи: понятия «Украина» и «украинцы» в их историческом развитии. М.: Модест Колеров, 2019 // Историческая экспертиза. — СПб.: Малёнкина И. В., 2019. — № 2 (19). — С. 253—261. — ISSN 2410-1419.
- Редакция журнала. Именование как категория этническая и этическая [Гайда Ф. А. Грани и рубежи: понятия «Украина» и «украинцы» в их историческом развитии. М.: Модест Колеров, 2019. 200 с. (SEECTA. XXV)] // Философические письма. Русско-европейский диалог. — М.: Изд-во ВШЭ, 2019. — Т. 2, № 3. — С. 190—191. — ISSN 2658-5413.
- Тютюкин С. В. Рец.: Ф. А. Гайда. Либеральная оппозиция на путях к власти (1914 — февраль 1917 г.). М.: РОССПЭН, 2003. 432 с. Тир. 800 // Отечественная история. — М.: Наука, 2004. — № 4. — С. 162—165.
- Шевырин В. М. Рец.: 2004. 02. 006. Гайда Ф. А. Либеральная оппозиция на путях к власти (1914 — весна 1917 г.). М.: РОССПЭН, 2003 — 432 с. // Социальные и гуманитарные науки. Отечественная и зарубежная литература. Серия 5: История. — М.: Изд-во ИНИОН РАН, 2004. — № 2. — С. 47—54. — ISSN 2219-875X.
- Шевырин В. М. Рец.: 2017.01.012. Гайда Ф. А. Власть и общественность в россии: диалог о пути политического развития, (1910—1917). — М.: Русский фонд содействия образованию и науке, 2016. — 604 с. // Социальные и гуманитарные науки. Отечественная и зарубежная литература. Серия 5: История. — М.: Изд-во ИНИОН РАН, 2017. — № 1. — С. 65—71. — ISSN 2219-875X.
- Conrov M. S. Review: Liberal’naia oppozitsiia na putiakh h vlasti (1914 — vesna 1917 g.). By F. A. Gaida. Moscow: Rossiiskaia Politicheskaia Entsiklopediia (ROSSPEN), 2003. 432 pp. Notes. Bibliography. Index. Photographs (англ.) // Slavic Review. — Cambridge University Press, 2005. — Vol. 64, iss. 3. — P. 667—669. — ISSN 0037-6779.
- Stockdale M. K. Review: Gaida, F. A. Liberal’naia oppozitsiia na putiakh k vlasti (1914 — vesna 1917 ROSSPEN, 2003. 431 pp. ISBN 5-8243-0309-6. (англ.) // The Russian Review. — Wiley-Blackwell, 2005. — Vol. 64, no. 3. — P. 528—529. — ISSN 1467-9434. — JSTOR 3664622.